# Partit de la Unitat i l'Acord de Rússia
El Partit de la Unitat i l'Acord de Rússia (en rus: Партия российского единства и согласия, Partiya rossiiskogo edinstva i soglasiya, PRES) va ser un partit polític liberal-conservador de Rússia establert al 1993.
A les primeres eleccions legislatives a la Duma Estatal de 1993 va aconseguir 22 diputats i la setena posició, esdevenint la segona formació, juntament amb l'Elecció Democràtica de Rússia (DVR) a representar l'executiu, incloent el vicepresident Sergey Shakhray i els Ministres de Justicia, Treball, i Economia. Tot i crear-se de manera precipitada i mantenir-se per darrere en influència i poder dels seus companys del DVR, van aconseguir finançament de Gazprom i les seves filials, del Banc Imperial, i d'altres grans empreses o grups patronals.
En pocs temps el partit va patir tensions internes i dimissions dels principals dirigents, reduint-se la seva facció a la Duma de 33 en el seu moment àlgid a només 15 al 1995. Per a les següents eleccions del mateix any, van participar inicialment de la creació de Nostra Llar - Rússia (NDR), però finalment se'n van retirar, presentant una candidatura pròpia que va ser un absolut fracàs, aconseguint tan sols un diputat per mètode uninominal, a més d'un segon com a independent i un altre diputat dins de les llistes de NDR.
Al 1999 finalment es va dissoldre, coincidint amb la creació d'Unitat, en el qual molts dels seus militants i quadres polítics van participar com a successor ideològic.

## Resultats electorals
| Any  | Líder           | Vots      | %    | Escons   | +/– | Pos. | Govern |
| ---- | --------------- | --------- | ---- | -------- | --- | ---- | ------ |
| 1993 | Sergey Shakhray | 3.620.035 | 6,73 | 22 / 450 | Nou | 7è   | Govern |
| 1995 | Sergey Shakhray | 245,977   | 0,36 | 3 / 450  | 19  | 20è  | Govern |